# Kaukenberg (Baruth/Mark)
Der Kaukenberg ist eine 149,1 m ü. NHN hohe Erhebung auf der Gemarkung von Petkus, einem Ortsteil der Stadt Baruth/Mark im Landkreis Teltow-Fläming in Brandenburg. Die Erhebung liegt im äußersten Südwesten der Gemarkung und grenzt im Süden an die Stadt Dahme/Mark sowie im Westen an die Gemeinde Niederer Fläming.